# Владимир Бубања
Владимир Бубања (Крагујевац, 2. августа 1989) српски је фудбалер.

## Трофеји и награде
АГМК Алмалик
- Куп Узбекистана : 2018 [].[9]